# StatSoft
StatSoft ist ein auf Statistik und Data Mining spezialisierter Software-Hersteller.
Zentrale Produktlinie von StatSoft ist die modular aufgebaute Datenanalyse-Software STATISTICA. StatSoft wurde 1984 gegründet und ist seit über 20 Jahren weltweit tätig. Hauptsitz der Firma ist Tulsa im US-amerikanischen Bundesstaat Oklahoma. Es gibt Niederlassungen in 24 Ländern, darunter Deutschland.
2014 wurde StatSoft von Dell aufgekauft.
2016 verkaufte Dell die Dell Software Group (zu der StatSoft gehörte) an die Private-Equity-Firma Francisco Partners and Elliott Management.
2017 verkaufte Quest Software (seit 2012 Teil von Dell, mitaufgekauft von Francisco Partners and Elliot Management 2016) das Statsoft-Produkt Statistica an TIBCO Software.